# 林恺俊
林恺俊（1952年5月—），男，江苏海安人，中华人民共和国政治人物，中国人民解放军少将，曾任浙江省军区政治委员，中共浙江省委常委。